# Северни кръстоносни походи
Северни (Балтийски) кръстоносни походи са серия от военни кампании, подети от католическите крале на Швеция и Дания, Свещената Римска империя и католическите военни ордени срещу народите около Балтийско море. Действията на кръстоносците са насочени както срещу езичниците пруси, литовци и венди, така и, в по-малка степен, срещу православните държави на руси и поляци. Освен Тевтонския орден дейно участие вземат и Ливонският орден и Орденът на мечоносците:с. 226 – 7.

## Предистория
В Късното средновековие последните европейски земи, които все още не са християнизирани са териториите на прибалтийските племена пруси, езели, куронци, семигали, самогити, латгали, сели, ливи и полабяни. Тези територии разделят източноправославното християнство в Русия от централноевропейските и западноевропейските католически държави. Завладяването на тази ивица от земи е повод за благословената от Папството кампания за насилствено християнизиране на местното население.

## Хронология

### Против вендите
През 1147 г. Хайнрих Лъв заедно с херцог Албрехт Мечката възглавява кръстоносния поход на изток против славяните, завършващ неудачно.

### Ливонски поход
Ливонският поход има продължителност от близо сто години. В него участват предимно германци, произхождащи от Свещената Римска империя и Дания. Походите приключват със създаването на Тера Мариана и Датска Естония. Земите на източния бряг на Балтийско море са последните краища на Европа, които са покръстени.
- Кампания срещу ливите: 1198 – 1212
- Кампания срещу латгалите, естонците и селите: 1208 – 1224
- Кампания срещу езелите: 1206 – 61
- Кампания срещу куронците и семигалите: 1201 – 1290

Към Северните кръстоносни походи могат да бъдат причислени и трите шведски кръстоносни похода, които водят до завоюването на Финландия и Карелия от шведите и до установяването на тяхна хегемония за над 400 години в района на Балтийско море.